# Vasile Gergely
László Vasile Gergely, né le 28 octobre 1941 à Baia Mare en Roumanie, est un footballeur international roumain, qui évoluait au poste de milieu de terrain. 
Il compte 36 sélections et 2 buts en équipe nationale entre 1962 et 1970.

## Biographie

### Carrière de joueur
Avec le Dinamo Bucarest, il remporte trois championnats de Roumanie et deux Coupes de Roumanie. 
Avec cette même équipe, il dispute 6 matchs en Coupe d'Europe des clubs champions, inscrivant un but contre le club danois du B 1909.
Il est banni à vie le 23 janvier 1972 avec d'autres joueurs pour avoir accepté un pot de vin de 15 000 Deutsche Mark, lors d'un match contre l'Arminia Bielefeld en 1971. Mais le 26 novembre 1973, il est finalement gracié.
Il dispute un total de 145 matchs en première division roumaine, pour 7 buts inscrits, et 35 matchs en première division allemande.

### Carrière internationale
Vasile Gergely compte 36 sélections et 2 buts avec l'équipe de Roumanie entre 1962 et 1970.
Il est convoqué pour la première fois par le sélectionneur national Constantin Teașcă pour un match amical contre le Maroc le 30 septembre 1962 (victoire 4-0). Par la suite, le 17 novembre 1966, il inscrit son premier but en sélection contre la Pologne, lors d'un match amical (victoire 3-2). Il reçoit sa dernière sélection le 6 juin 1970 contre la Tchécoslovaquie (victoire 2-1).
Il participe à la Coupe du monde de 1970, compétition lors de laquelle il joue une seule rencontre, contre la Tchécoslovaquie.

## Palmarès

### Club
- Avec le Dinamo Bucarest :
  - Champion de Roumanie en 1963, 1964, 1965
  - Vainqueur de la Coupe de Roumanie en 1964 et 1968

- Avec le Durban City :
  - Vainqueur de la National Football League (en) en 1972